# Da Sweet Blood of Jesus
Pour plus de détails, voir Fiche technique et Distribution.
Da Sweet Blood of Jesus est un film américain réalisé par Spike Lee et sorti en 2014. Il s'agit d'un remake non officiel de Ganja & Hess (1973) de Bill Gunn (en).

## Synopsis
Envoûté par un mystérieux objet africain, le docteur Hess Green est frappé par une insatiable soif de sang, même s'il n'a rien d'un vampire. Cependant, peu à peu, il se transforme. Il s'éprend par ailleurs de Ganja Hightower.

## Fiche technique
Sauf indication contraire, les informations mentionnées dans cette section peuvent être confirmées par la base de données cinématographiques IMDb,  présente dans la section « Liens externes ».
- Titre original : Da Sweet Blood of Jesus
- Réalisation : Spike Lee
- Scénario : Spike Lee, d'après un scénario original de Vinnie LaRocksta et Bill Gunn (en)
- Musique : Bruce Hornsby
- Direction artistique :  Tiisetso Dladla
- Décors : Kay Lee
- Costumes : Ruth E. Carter
- Photographie : Daniel Patterson
- Montage : Randy Wilkins
- Production : Spike Lee

Coproducteurs : Numa Perrier et Jason Sokoloff
Producteur associé : Kerry Mondragon
- Société de production : 40 Acres & A Mule Filmworks
- Distribution : Gravitas Ventures (États-Unis)
- Budget : 1 418 910 USD[1]
- Pays de production :  États-Unis
- Langue originale : anglais
- Format :
- Genre : comédie horrifique et romantique
- Durée : 123 minutes
- Dates de sortie[2] :
  - États-Unis : 22 juin 2014
  - France : 20 avril 2015 (en vidéo à la demande)

## Distribution
- Felicia Pearson : Lucky Mays
- Elvis Nolasco : Lafayette Hightower
- Zaraah Abrahams : Ganja Hightower
- Rami Malek :  Seneschal Higginbottom
- Steven Hauck : Dr Wood
- Stephen Tyrone Williams : Dr Hess Greene
- Lauren Macklin : Royster
- Naté Bova : la chancelière de Tanger
- Cinqué Lee : Ellington Christopher
- Donna Dixon : Mme Blair

## Production

### Genèse et développement
Le projet, provisoirement intitulé The Newest Hottest Spike Lee Joint, est développé via le site de financement participatif Kickstarter. Le réalisateur Steven Soderbergh a notamment contribué à hauteur de 10 000 $ au projet.
Le réalisateur Spike Lee décrit son film : « Human beings who are addicted to Blood. Funny, Sexy and Bloody. A new kind of love story (and not a remake of Blacula). » (« Des êtres humains addicts au sang. Drôle, sexy et sanguinolent. Un nouveau genre d'histoire d'amour (et non un remake de Blacula »),.

### Attribution des rôles
Donna Dixon, qui incarne ici Mme Blair, n'avait plus tourné depuis Nixon d'Oliver Stone sorti en 1995.

### Tournage
Le tournage n'a duré que 16 jours. Il a eu lieu notamment sur l'île de Martha's Vineyard et à New York.

## Accueil
Le film reçoit des critiques mitigées. Sur l'agrégateur américain Rotten Tomatoes, il récolte 47% d'opinions favorables pour 43 critiques et une note moyenne de 5,29⁄10. Sur Metacritic, il obtient une note moyenne de 52⁄100 pour 19 critiques.